# Le Temps du loup
Pour plus de détails, voir Fiche technique et Distribution.
Le Temps du loup est un film post-apocalyptique franco-autrichien réalisé par Michael Haneke, sorti le 8 octobre 2003. Ce film est inspiré de la trilogie théâtrale Pièces de guerre du dramaturge Edward Bond.

## Synopsis
Après une catastrophe, une famille tente de rejoindre sa maison de campagne. Mais celle-ci est occupée par des inconnus qui menacent la famille et tuent le père. La mère et ses enfants s'enfuient alors et essaient de survivre, même si personne ne semble vouloir les aider.

## Fiche technique
- Titre : Le Temps du loup
- Titre allemand : Wolfzeit
- Titre anglais : Time of the Wolf
- Réalisation : Michael Haneke
- Scénario : Michael Haneke
- Production : Veit Heiduschka, Margaret Ménégoz, Michael Weber et Michael Katz
- Photographie : Jürgen Jürges
- Montage : Nadine Muse et Monika Willi
- Décors : Christoph Kanter
- Pays d'origine :  France,  Autriche,  Allemagne
- Sociétés : Wega Film et Les Films du losange
- Format : couleurs - 2,35:1 - DTS - 35 mm
- Genre : drame
- Durée : 113 minutes
- Dates de sortie :
  - 20 mai 2003 (projection au festival de Cannes)
  - 8 octobre 2003  France
  - 5 novembre 2003  Belgique
  - 23 janvier 2004  Autriche

## Distribution
| - Isabelle Huppert : Anne - Maurice Bénichou : Monsieur Azoulay - Lucas Biscombe : Ben - Patrice Chéreau : Monsieur Brandt - Béatrice Dalle : Lise Brandt - Anaïs Demoustier : Eva - Daniel Duval : Georges - Maryline Even : Madame Azoulay - Olivier Gourmet : Koslowski - Rona Hartner : Arina - Manu Layotte : L'homme tatoué - Florence Loiret Caille : Nathalie Azoulay - Brigitte Roüan : Béa - Branko Samarovski (de) : le gendarme - Hakim Taleb : le garçon | - Thierry Van Werveke : Jean - Michaël Abiteboul : l'homme en arme - Pierre Berriau : l'homme du chalet - Costel Cașcaval (ro) : Constantin - Luminita Gheorghiu : Madame Homolka - Franck Gourlat : le marchand d'eau - François Hautesserre : l'amateur de musique - Maria Hofstätter : la querelleuse - Valérie Moreau : la femme du chalet - Serge Riaboukine : le meneur - Claude Singeot : l'homme aux lames de rasoir - Ina Strnad : l'enfant du chalet - Adriana Trandafir : Marya |

## Production

### Écriture du scénario
Le titre du film est tiré du Codex regius, recueil de poèmes concernant la mythologie nordique, et plus précisément La Prédiction de la voyante, qui décrit le temps précédant Ragnarök, la bataille de la fin du monde.

### Tournage
Un cheval se fait massacrer au couteau pour les besoins du film.[réf. nécessaire]

## Accueil critique
Le film est souvent décrit comme un échec de par la réception critique plus faible que d'habitude ainsi que le nombre d'entrée réduit. Haneke reviendra sur le tournage du film qui dépassa les prévisions de durée et de coûts. Il indique qu'il commit plusieurs erreurs de castings, il ne citera pas de noms, et qu'il en porte la responsabilité.
Toutefois, on notera que dans ce film « Le réalisateur distingue et montre subtilement les deux types de peurs que nous rencontrons tous dans nos vies, ici exacerbées par les conditions de vie précaires que subit la micro-société des survivants, entassés dans un hangar ferroviaire: la peur de la violence d’autrui et la peur de la violence de l’État […]. La violence d’interindividuelle est souvent maladroite, passionnée, irréfléchie; la violence d’État est froide, rationnelle, constante. Comment réagir entre ces deux peurs? » (Yves Cochet, Devant l’effondrement. Essai de colapsologie, Éditions Les Liens qui Libèrent, 2019, p. 157-158)

## Distinctions
- Sélectionné au Festival de Cannes 2003 en hors-compétition[1]
- Prix du meilleur scénario et nomination au prix du meilleur film, lors du Festival international du film de Catalogne 2003.